# Landolphia calabarica
Landolphia calabarica är en oleanderväxtart som först beskrevs av Otto Stapf, och fick sitt nu gällande namn av Eileen Adelaide Bruce. Landolphia calabarica ingår i släktet Landolphia och familjen oleanderväxter. Inga underarter finns listade i Catalogue of Life.